# Dally Randriantefy
Dally Randriantefy (* 23. Februar 1977 in Antananarivo) ist eine ehemalige madagassische Tennisspielerin. Ihre jüngere Schwester Natacha war ebenfalls Tennisprofi.
Sie gewann in ihrer Karriere sieben Einzel- und drei Doppeltitel auf dem ITF Women’s Circuit. Ihr größter Erfolg war der Einzug ins Halbfinale des WTA-Turniers in Straßburg.
Ihr höchstes Ranking in der WTA-Weltrangliste erreichte sie am 11. April 2005 mit Platz 44.
Randriantefy nahm dreimal an Olympischen Spielen teil: 1992 in Barcelona, 1996 in Atlanta und 2004 in Athen. Sie schied im Einzel wie im Doppel (Teilnahme 1992 und 1996) jeweils in der ersten Runde aus.
Ihren letzten Auftritt auf der Damentour hatte sie 2006 bei den Australian Open, wo sie im Einzel und im Doppel jeweils in der ersten Runde ausschied.

## Turniersiege

### Einzel
| Nr. | Datum              | Turnier        | Kategorie   | Belag             | Finalgegnerin          | Ergebnis      |
| --- | ------------------ | -------------- | ----------- | ----------------- | ---------------------- | ------------- |
| 1.  | 20. September 1993 | Marseille      | ITF $10.000 | Sand              | Maïder Laval           | 3:6, 7:5, 6:4 |
| 2.  | 5. Juli 1999       | Le Touquet     | ITF $10.000 | Sand              | Stéphanie Testard      | 6:3, 6:3      |
| 3.  | 16. Oktober 2000   | Joué-lès-Tours | ITF $25.000 | Hartplatz (Halle) | Lydia Steinbach        | 4:0, 4:1, 4:1 |
| 4.  | 28. Mai 2001       | Biella         | ITF $25.000 | Sand              | Joana Cortez           | 6:1, 6:1      |
| 5.  | 2. September 2002  | Denain         | ITF $50.000 | Sand              | Marija Golowisnina     | 6:2, 3:6, 6:2 |
| 6.  | 9. September 2002  | Bordeaux       | ITF $75.000 | Sand              | Jewgenija Kulikowskaja | 7:5, 6:2      |
| 7.  | 12. Oktober 2003   | Joué-lès-Tours | ITF $25.000 | Hartplatz (Halle) | Kaia Kanepi            | 7:5, 6:4      |

### Doppel
| Nr. | Datum            | Turnier        | Kategorie   | Belag             | Partnerin             | Finalgegnerinnen                      | Ergebnis      |
| --- | ---------------- | -------------- | ----------- | ----------------- | --------------------- | ------------------------------------- | ------------- |
| 1.  | 4. Juni 2001     | Galatina       | ITF $25.000 | Sand              | Vanessa Menga         | Bahia Mouhtassine Andreea Ehritt-Vanc | 3:6, 6:0, 7:5 |
| 2.  | 15. Oktober 2001 | Joué-lès-Tours | ITF $25.000 | Hartplatz (Halle) | Natacha Randriantefy  | Flavia Pennetta Maria Paola Zavagli   | 6:4, 3:6, 6:3 |
| 3.  | 28. April 2002   | Cagnes-sur-Mer | ITF $50.000 | Sand              | Stéphanie Cohen-Aloro | Iveta Benešová Caroline Dhenin        | 6:2, 6:4      |